# 腾讯影业
腾讯影业（英語：Tencent Pictures）是腾讯公司于2015年9月17日成立的一个子公司。主营业务为投资製作剧集以及电影。其中電影主要根據遊戲、動漫以及書籍改編。該企業亦有與香港TVB合資製作電視劇。同时腾讯旗下又有企鹅影视(Tencent Penguin Pictures) 以及专于动画制作的视美经典影视动画 (G.CMay Animation & Film) 的子公司。

## 作品

### 劇集
港劇
- 《使徒行者2》
- 《溏心風暴3》
- 《宮心計2深宮計》[4]
- 《鐵探》
- 《使徒行者3》[5]
- 《陀槍師姐2021》

陸劇
- 《流星花園》
- 《庆余年》
- 《皓鑭傳》

### 电影
- 《神力女超人》
- 《ID4星際重生》
- 《魔獸：崛起》
- 《洛克王國4》[6]
- 《金剛：骷髏島》
- 《二代妖精之今生有幸》
- 《熊出没·变形记》
- 《猛毒》
- 《影》
- 《大黃蜂》
- 《MIB星際戰警：跨國行動》
- 《魔鬼終結者：黑暗宿命》
- 《急先锋》

### 动画
- 《全职高手》[7]
- 《全职法师》[7]
- 《魔道祖师》[7]

## 争议

### 电影《怪物猎人》辱华事件
- 该片曾于2020年12月4日在中国大陆上映，因为片中台词影射辱华童谣在当地网络引起争议[8]。但不久后网络上的相关争议文章即被屏蔽或撤下，引发媒体对腾讯作为出资方可能有意使有关负面消息消失的猜测[9]。